# Feyenoord
Feyenoord (tidigare Feijenoord) är en fotbollsklubb i Rotterdam i Nederländerna. Tillsammans med Ajax och PSV räknas Feyenoord som en av de tre storklubbarna i Nederländerna. En av dessa tre klubbar har vunnit den nederländska ligan Eredivisie sedan 1965 med undantag för AZs ligasegrar 1981 och 2009 och Twentes ligaseger 2010. Feyenoord vann som första nederländska klubb Europacupen för mästarlag 1970.

## Historia
Klubben bildades den 19 juli 1908 under namnet Wilhelmina av en gruventreprenör i stadsdelen Feijenoord i Rotterdam. Fram till 1912 följde flera namn som Hillesluise Football Club och RVV Celeritas. 1912 togs namnet SC Feijenoord, och samtidigt antogs dagens matchställ med en tröja delad i rött och vitt med svarta shorts.
1924 blev laget för första gången ligamästare, och vann 1930 den första upplagan av den nederländska cupen KNVB Cup genom finalseger mot Excelsior. 1937 flyttade klubben till hemmaarenan Feijenoordstadion, kallad De Kuip.
1955 var Feyenoord en av klubbarna när proffsfotbollen och den nya högstaligan Eredivisie infördes i Nederländerna. 1961 blev laget för sjätte gången mästare och för första gången sedan Eredivisie infördes. 1962 spelade laget sin första europacupmatch och vann mot IFK Göteborg med 3–0 borta och med 8–2 hemma. 1965 vann laget dubbeln för första gången.
Feyenoords storhetstid var kring 1970 då laget vann Europacupen för mästarlag och tillhörde europatoppen, då Feyenoord blev den första nederländska klubben att vinna Europacupen för mästarlag. Matchvinnaren i Europacupfinalen blev den svenske anfallaren Ove Kindvall som gjorde 2–1 med tre minuter kvar av förlängningen mot Celtic på San Siro i Milano. 1974 vann Feyenoord Uefacupen som första nederländska klubb, efter finalseger mot Tottenham.
2002 vann Feyenoord Uefacupen med bland andra Johan Elmander i laget, och besegrade Borussia Dortmund med 3–2 i finalen hemma i Rotterdam.

## Meriter
- Nederländska mästare: 1924, 1928, 1936, 1938, 1940, 1961, 1962, 1965, 1969, 1971, 1974, 1984, 1993, 1999, 2017, 2023
- Nederländska cupmästare: 1930, 1935, 1965, 1969, 1980, 1984, 1991, 1992, 1994, 1995, 2008, 2016, 2018, 2024
- Nederländska supercupmästare: 1991, 1999, 2017, 2018, 2024
- Europacupen för mästarlag: 1970
- Uefacupen: 1974, 2002
- Beneluxcupen: 1958, 1959

## Placering senaste säsonger
| Säsong  | Nivå | Liga       | Placering | Referens | Kommentar             |
| ------- | ---- | ---------- | --------- | -------- | --------------------- |
| 2010/11 | 1    | Eredivisie | 10        | [ 1 ]    |                       |
| 2011/12 | 1    | Eredivisie | 2         | [ 2 ]    |                       |
| 2012/13 | 1    | Eredivisie | 3         | [ 3 ]    |                       |
| 2013/14 | 1    | Eredivisie | 2         | [ 4 ]    |                       |
| 2014/15 | 1    | Eredivisie | 4         | [ 5 ]    |                       |
| 2015/16 | 1    | Eredivisie | 3         | [ 6 ]    |                       |
| 2016/17 | 1    | Eredivisie | 1         | [ 7 ]    | Mästare               |
| 2017/18 | 1    | Eredivisie | 4         | [ 8 ]    |                       |
| 2018/19 | 1    | Eredivisie | 3         | [ 9 ]    |                       |
| 2019/20 | 1    | Eredivisie | x         | [ 10 ]   | (Coronaviruspandemin) |
| 2020/21 | 1    | Eredivisie | 5         | [ 11 ]   |                       |
| 2021/22 | 1    | Eredivisie | 3         | [ 12 ]   |                       |
| 2022/23 | 1    | Eredivisie | 1         | [ 13 ]   | Mästare               |

## Spelare

### Truppen
| 1  | Nederländerna | Justin Bijlow       | 22 januari 1998   | Feyenoord             |
| 22 | Tyskland      | Timon Wellenreuther | 3 december 1995   | Anderlecht (-22)      |
| 31 | Grekland      | Kostas Lamprou      | 18 september 1991 | Willem II (-23)       |
| 39 | Nederländerna | Mikki van Sas       | 29 februari 2004  | Manchester City (-23) |

| 2  | Nederländerna | Bart Nieuwkoop       | 7 mars 1996      | Union SG (-23)             |
| 3  | Nederländerna | Thomas Beelen        | 11 juni 2001     | Zwolle (-23)               |
| 4  | Nederländerna | Lutsharel Geertruida | 18 juli 2000     | Feyenoord                  |
| 5  | Nederländerna | Quilindschy Hartman  | 14 november 2001 | Feyenoord                  |
| 15 | Peru          | Marcos López         | 20 november 1999 | San Jose Earthquakes (-22) |
| 18 | Österrike     | Gernot Trauner       | 25 mars 1992     | LASK Linz (-21)            |
| 33 | Slovakien     | Dávid Hancko         | 13 december 1997 | Sparta Prag (-22)          |

| 6  | Algeriet      | Ramiz Zerrouki      | 26 maj 1998      | Twente (-23)      |
| 8  | Nederländerna | Quinten Timber      | 17 juni 2001     | Utrecht (-22)     |
| 10 | Nederländerna | Calvin Stengs       | 18 december 1998 | Nice (-23)        |
| 16 | Nederländerna | Thomas van den Belt | 18 juni 2001     | Zwolle (-23)      |
| 20 | Nederländerna | Mats Wieffer        | 16 november 1999 | Excelsior (-22)   |
| 24 | Nederländerna | Gjivai Zechiël      | 1 juni 2004      | Feyenoord         |
| 27 | Nederländerna | Antoni Milambo      | 3 april 2005     | Feyenoord         |
| 32 | Tjeckien      | Ondřej Lingr        | 7 oktober 1998   | Slavia Prag (-23) |

| 7  | Iran          | Alireza Jahanbakhsh | 11 augusti 1993  | Brighton & Hove Albion (-21) |
| 9  | Japan         | Ayase Ueda          | 28 augusti 1998  | Cercle Brugge (-23)          |
| 11 | Nederländerna | Javairô Dilrosun    | 22 juni 1998     | Hertha Berlin (-22)          |
| 14 | Brasilien     | Igor Paixão         | 28 juni 2000     | Coritiba (-22)               |
| 17 | Kroatien      | Luka Ivanušec       | 26 november 1998 | Dinamo Zagreb (-23)          |
| 19 | Gambia        | Yankuba Minteh      | 22 juli 2004     | Newcastle United (-23)       |
| 25 | Slovakien     | Leo Sauer           | 16 december 2005 | Žilina (-22)                 |
| 29 | Mexiko        | Santiago Giménez    | 18 april 2001    | Cruz Azul (-22)              |

Not: Spelare i kursiv stil är inlånade.

### Utlånade spelare
| Nr | Land          | Pos | Namn                                                 |
| -- | ------------- | --- | ---------------------------------------------------- |
|    | Belgien       | F   | Antef Tsoungui (i Dordrecht till 30 juni 2024)       |
|    | Argentina     | MF  | Ezequiel Bullaude (i Boca Juniors till 30 juni 2024) |
|    | Marocko       | MF  | Ilias Sebaoui (i Dordrecht till 30 juni 2024)        |
|    | Norge         | F   | Marcus Pedersen (i Sassuolo till 30 juni 2024)       |
|    | Nederländerna | F   | Mimeirhel Benita (i Excelsior till 30 juni 2024)     |

| Nr | Land          | Pos | Namn                                                 |
| -- | ------------- | --- | ---------------------------------------------------- |
|    | Nederländerna | F   | Neraysho Kasanwirjo (i Rapid Wien till 30 juni 2024) |
|    | Sverige       | A   | Patrik Wålemark (i Heerenveen till 30 juni 2024)     |
|    | Nederländerna | F   | Ramon Hendriks (i Vitesse till 30 juni 2024)         |
|    | Nederländerna | MV  | Thijs Jansen (i De Graafschap till 30 juni 2024)     |

### Svenska spelare
- Harry Bild (1965–1967)
- Ove Kindvall (1966–1971)
- Henrik Larsson (1994–1997)
- Tobias Linderoth (1995–1996)
- Johan Elmander (2000-2002)
- Labinot Harbuzi (2002–2006)
- Ajsel Kujovic (2004–2006)
- Alexander Östlund (2005–2006)
- John Guidetti (2011–2012, på lån från Manchester City)
- Samuel Armenteros (2013–2014, på lån från Anderlecht)
- Simon Gustafson (2015–2018)
- Pär Hansson (2016–2017)
- Sam Larsson (2017–2020)